# Tanzen ist unser Leben – Let’s Dance
Tanzen ist unser Leben – Let’s Dance ist ein US-amerikanisches Filmmusical aus dem Jahr 1950 von Norman Z. McLeod mit Betty Hutton und Fred Astaire in den Hauptrollen. Der Film wurde von Paramount Pictures produziert und basiert auf der 1948 veröffentlichten Kurzgeschichte Little Boy Blue von Maurice Zolotow.

## Handlung
Die Tänzer Kitty McNeil und Donald Elwood unterhalten 1944 in London alliierte Soldaten. Donalds Ankündigung ihrer Hochzeit nach einer Aufführung macht Kitty wütend. Kitty hat wegen Donalds Unverbindlichkeit in der Zwischenzeit den Piloten Richard Everett geheiratet. Die Partnerschaft von Kitty und Donald zerbricht.
Richard fällt im Krieg und hinterlässt Kitty mit Sohn Richie. Kitty zieht nach Boston zu ihren wohlsituierten Schwiegereltern. Zu ihrer Schwägerin Carola hat sie ein gutes Verhältnis. Doch Richards Mutter Serena ist über Kittys Beruf nicht erfreut. Bald zieht sie mit ihrem Sohn nach New York.
Hier arbeitet Donald erfolglos als Investmentmanager. Für eine niedrige Gage tritt er zudem im Nachtclub von Larry Channock auf. Vor einem Café begegnen sich Kitty und Donald. Sie versuchen sich gegenseitig mit erfundenen Erfolgsgeschichten zu beeindrucken. Doch schon nach kurzer Zeit erfährt Donald die Wahrheit und verspricht Kitty, für sie Arbeit im Nachtclub zu finden. Er bringt Kitty nach Hause und liest Richie eine Gute-Nacht-Geschichte vor. Unbemerkt wird Kitty von einem Detektiv beschattet, der sich ihre Besucher notiert.
Kitty wird als Zigarettenverkäuferin in Channocks Nachtclub eingestellt. Richie wird von den anderen Angestellten beaufsichtigt und versorgt. Kitty wird von Edmund Pohlwhistle und Charles Wagstaffe im Nachtclub aufgesucht. Beide sind Serenas Anwälte und wollen erreichen, dass Serena das Sorgerecht für Richie erhält und händigen ihr eine Vorladung aus.
Vor Gericht erhält Kitty die Auflage, innerhalb von 60 Tagen eine besser bezahlte Anstellung zu finden. Donald macht Kitty einen Heiratsantrag. Trotz seines bisherigen Misserfolges will er im Investmentgeschäft bleiben. Kitty weist Donald ab und weigert sich auch, von Carola, die ihr aus vollem Herzen helfen will, 20.000 Dollar anzunehmen. Kitty beginnt, sich mit Donalds Freund Timothy Bryant zu treffen. Als sie ihre Verlobung ankündigen, erzählt Donald seinem Freund, Kitty sei nur auf sein Geld aus. Als Kitty eine Halskette, ein Erbstück von Timothys Mutter, anlegt, glaubt dieser Donalds Worten und löst die Verlobung.
60 Tage sind vergangen, Serena erhält das Sorgerecht für Richie. Carola hat die 20.000 Dollar Donald anvertraut, die er in ein Rennpferd investiert. Das Pferd gewinnt sein Rennen, Donald erhält die Siegprämie von 50.000 Dollar, was Serena so beeindruckt, dass sie ihm ein Angebot macht, für sie als Manager zu arbeiten. Donald, der den Gewinn Kitty geben will, lehnt das Angebot ab.
Zur gleichen Zeit holt Kitty ihren Sohn heimlich aus Serenas Haus. Die alarmiert die Polizei und sucht den Nachtclub auf. Donald und die Mitarbeiter verstecken Richie, während Kitty vorspielt, entsetzt über die Entführung zu sein. Kitty erfährt, dass Donald wieder seine Tänzerkarriere verfolgen will. Noch auf der Bühne verkündet sie, Donald heiraten zu wollen. Serena beugt sich und übergibt ihnen ihr Landhaus.

## Produktion
Gedreht wurde der Film vom 5. Juli bis zum 7. September 1949 in den Paramount-Studios Hollywood. Zusätzliche Szenen wurden am 21. November 1949 nachgedacht.

## Stab und Besetzung
Hans Dreier und Roland Anderson waren die Art Directors, Sam Comer und Ross Dowd die Szenenbildner, Edith Head die Kostümbildnerin. Gordon Jennings und Farciot Edouart waren für die Spezialeffekte verantwortlich, Wally Westmore für das Make-up.
In kleinen nicht im Abspann erwähnten Nebenrollen traten Nana Bryant, James Burke, Chester Conklin, Richard Crenna, Franklyn Farnum, Bess Flowers, Todd Karns und Harold Miller auf.
Cameo-Auftritte hatten der Filmregisseur Hall Bartlett und der Komponist Milton DeLugg.

## Musik
Frank Loesser schrieb für den Film die Songs The Hyacinth, I Can't Stop Talking About Him, Oh Them Dudes, Jack and the Beanstalk, Why Fight the Feeling und Tunnel of Love.
Choreograph der Tanznummern war Hermes Pan.

## Synchronisation
Die deutsche Synchronfassung wurde 1984 unter der Dialogregie von Brugitte Theile erstellt.
| Rolle              | Schauspieler       | Deutscher Synchronsprecher |
| ------------------ | ------------------ | -------------------------- |
| Kitty McNeil       | Betty Hutton       | Viktoria Brams             |
| Donald Elwood      | Fred Astaire       | Eckart Dux                 |
| Edward Pohlwhistle | Roland Young       | Christian Marschall        |
| Carola Everett     | Ruth Warrick       | Lis Verhoeven              |
| Serena Everett     | Lucile Watson      | Carola Höhn                |
| Larry Channock     | Barton MacLane     | Michael Cramer             |
| Timothy Bryant     | Shepperd Strudwick | Erik Schumann              |

## Veröffentlichung
Die Premiere des Films fand am 19. Oktober 1950 in London statt. Der Kinostart in den USA erfolgte am 29. November 1950. In der Bundesrepublik Deutschland wurde er am 23. Februar 1984 im deutschen Fernsehen ausgestrahlt.

## Kritiken
Das Lexikon des internationalen Films schrieb: „Komödiantisches Musical, das die seichte Handlung durch einfallsreiche Tanzeinlagen vergessen macht.“
Bosley Crowther von der The New York Times befand, wenn Fred Astaire tanze, wirbele das neue Musical anmutig wie ein sich drehender Kreisel. Sobald er aber als Schauspieler in die Geschichte zurücktrete, lasse der Schwung nach.